# Catron (Missouri)
Catron – miasto w Stanach Zjednoczonych, w stanie Missouri, w hrabstwie New Madrid.